# Фрухвиртова, Бренда
Бренда Фрухвиртова (чеш. Brenda Fruhvirtová; род. 2 апреля 2007, Прага) — чешская теннисистка; победительница шестнадцати турниров ITF (15 в одиночном разряде). Бывшая третья ракетка мира в юниорском рейтинге ITF (2022).

## Общая биография
Родилась в Праге. Младшая сестра теннисистки Линды Фрухвиртовой.
Сёстры Фрухвиртовы тренируются в Теннисной академии Муратоглу на юге Франции с 2017 года и являются стипендиатами фонда Патрика Муратоглу.

## Спортивная карьера

### 2022—2023
В 2022—2023 годах стала победительницей пятнадцати взрослых турниров ITF в одиночном разряде и одного взрослого турнира ITF в парном разряде.
В мае 2023 года прошла квалификацию, в финале которой обыграла француженку Алис Робб, и попала в основную сетку турнира Большого шлема — Открытого чемпионата Франции в одиночном разряде, но в первом круге проиграла казахстанской теннисистке Елене Рыбакиной со счётом 4-6, 2-6.

### 2024
В январе 2024 года через квалификацию пробилась в основную сетку турнира Большого шлема — Открытого чемпионата Австралии в одиночном разряде, где в первом круге одержала победу над румынкой Аной Богдан со счётом 2-6 6-4 6-3. Во втором круге проиграла 1-й ракетке мира — белоруске Арине Соболенко в двух сетах. После этого турнира заняла 96-ю — наивысшую позицию в рейтинге WTA.
В начале июля 2024 года на Уимблдонском турнире в первом раунде турнира победила свою российскую талантливую ровесницу Мирру Андрееву со счётом: 1-6, 6-3, 6-2.

## Рейтинг на конец года
| Год  | Одиночный рейтинг | Парный рейтинг |
| 2023 | 133               | 1 079          |
| 2022 | 139               | 551            |